# Ostra mogila
Ostra mogila (bulgariska: Остра могила) är ett distrikt i Bulgarien.   Det ligger i kommunen Obsjtina Kotel och regionen Sliven, i den centrala delen av landet, 250 km öster om huvudstaden Sofia.
Omgivningarna runt Ostra mogila är en mosaik av jordbruksmark och naturlig växtlighet. Runt Ostra mogila är det ganska glesbefolkat, med 26 invånare per kvadratkilometer.